# Runaway (canción de Los Pericos)
«Runaway» es una canción interpretada por la banda argentina de reagge y ska Los Pericos, que está incluida en su quinto álbum de estudio Pampas Reggae y lanzada en el año 1994, bajo la discográfica EMI Music.

## Origen y significado
La canción fue escrita por Fernando Hotel y Diego Blanco, y la letra refleja el poder interpretarse como un deseo de escapar juntos, de huir de las adversidades o simplemente de buscar un lugar donde pueda vivir en paz y a gusto.

## Lista de canciones

### CD - Promo[7]
| Runaway — Sencillo |           |          |  |
| N.º                | Título    | Duración |  |
| 1.                 | «Runaway» | 3:25     |  |

## Posiciones en las listas
| Listas                                          | Posición |
| ----------------------------------------------- | -------- |
| Estados Unidos Billboard Hot Latin Tracks       | 98       |
| Estados Unidos Billboard Tropical Songs Airplay | 25       |

## Premios y nominaciones
| Año  | Publicación | País | Lista                                 | Puesto |
| ---- | ----------- | ---- | ------------------------------------- | ------ |
| 2006 | Alborde     | EUA  | 500 canciones del Rock Iberoamericano | 249°   |